# Lubasz (gemeente)
De gemeente Lubasz is een landgemeente in het Poolse woiwodschap Groot-Polen, in powiat Czarnkowsko-trzcianecki.
De zetel van de gemeente is in Lubasz.
Op 30 juni 2004 telde de gemeente 6859 inwoners.

## Oppervlakte gegevens
In 2002 bedroeg de totale oppervlakte van gemeente Lubasz 167,58 km², waarvan:
- agrarisch gebied: 47%
- bossen: 46%

De gemeente beslaat 9,27% van de totale oppervlakte van de powiat.

## Demografie
Stand op 30 juni 2004:
| Omschrijving                   | Totaal | Totaal | Vrouwen | Vrouwen | Mannen | Mannen |
| ------------------------------ | ------ | ------ | ------- | ------- | ------ | ------ |
| eenheid                        | aantal | %      | aantal  | %       | aantal | %      |
| inwoners                       | 6859   | 100    | 3391    | 49,4    | 3468   | 50,6   |
| bevolkingsdichtheid (inw./km²) | 40,9   | 40,9   | 20,2    | 20,2    | 20,7   | 20,7   |

In 2002 bedroeg het gemiddelde inkomen per inwoner 1364,39 zł.

## Administratieve plaatsen (sołectwo)
Antoniewo, Dębe, Goraj-Bzowo, Jędrzejewo, Kamionka, Klempicz, Krucz, Kruteczek, Lubasz, Miłkowo, Nowina, Prusinowo, Sławno, Sokołowo, Stajkowo.

## Overige plaatsen
Bończa, Bzowo, Elżbiecin, Miłkówko.

## Aangrenzende gemeenten
Czarnków, Czarnków, Obrzycko, Połajewo, Wieleń, Wronki